# Paul Bosvelt
Paul Bosvelt (Doetinchem, 26 de março de 1970) é um ex-futebolista neerlandês. Disputou duas edições de Eurocopa (2000 e 2004, ambas como reserva), e jamais disputou uma Copa do Mundo em toda a sua carreira.
Em clubes, Bosvelt começou a carreira em 1989, no Go Ahead Eagles. Jogou também por Twente, Feyenoord e Manchester City.
Abandonou a carreira de jogador em 13 de maio de 2007, quando defendia o Heerenveen. O adeus de Bosvelt foi contra o Ajax, que goleou os frísios por 4 a 0.
Em dezoito anos de carreira, Paul Bosvelt disputou 547 partidas (523 por clubes e 24 pela Seleçao Holandesa) e marcou 88 gols.